# مسيرة الوفاء للشهداء

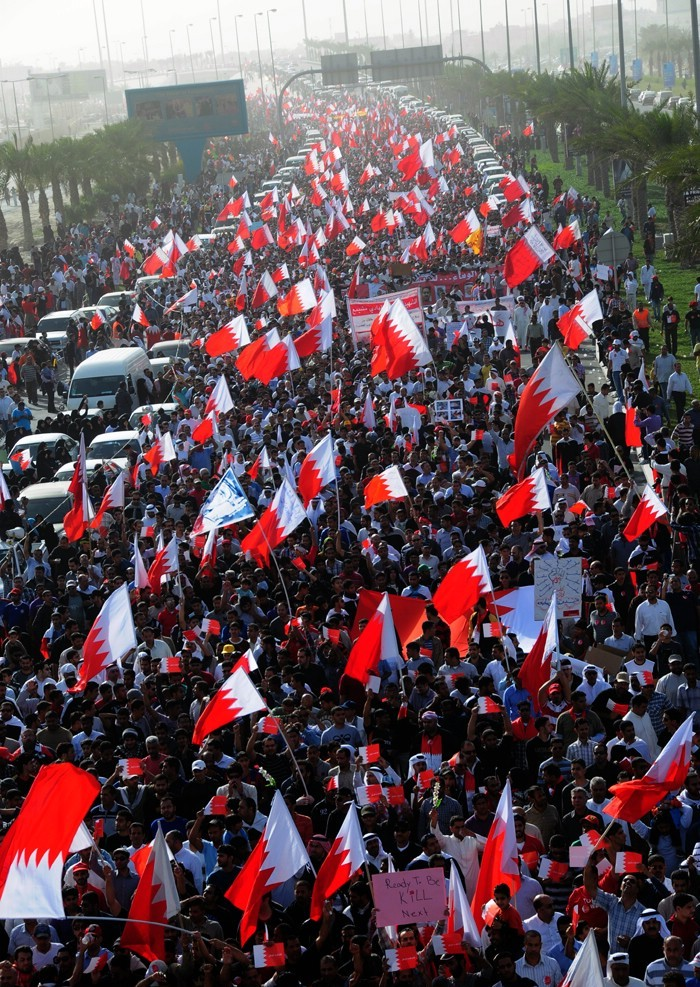
أكثر من 100 ألف شخص شاركوا في المسيرة التي امتدت لعدة أميال.

مسيرة الولاء للشهداء أقيمت في 22 فبراير 2011 في المنامة عاصمة مملكة البحرين. شارك عشرات الآلاف في الاحتجاج وهي أحد أكبر المسيرات ضمن احتجاجات عام 2011. سميت على إثر القتلى السبعة الذين قتلوا على أيدي قوات الشرطة والجيش خلال الاحتجاجات حيث ملئت المسيرة ما بين مجمع البحرين ودوار اللؤلؤة. حمل المتظاهرون علم البحرين وطالبوا بسقوط الحكومة وتنفيذ النظام الملكي الدستوري وإصلاحات أخرى وطالب البعض الآخر باسقاط النظام.
اعتبرت المسيرة الأكبر في تاريخ البلاد من قبل المنظمين. قدرت مصادر أنها بلغت أكثر من 100 ألف متظاهر (20% من سكان البحرين) بينما أعطت مصادر أخرى تقديرات أعلى وأدنى. انضم عدد من سائقي سيارات الإسعاف والشرطة وضباط الجيش للاحتجاج. كانت قوات الأمن غير موجودة وعلى عكس الاحتجاجات السابقة فقد انتهت سلميا.

## الخلفية

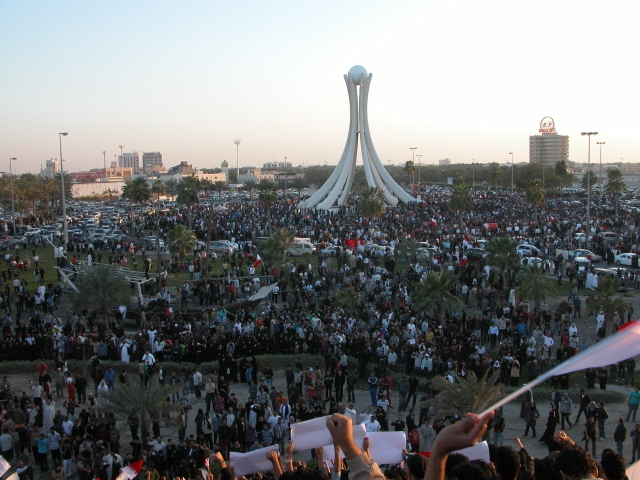
محتجون يتجمعون لأول مرة في دوار اللؤلؤة في 15 فبراير.

اندلعت احتجاجات مستوحاة من انتفاضات ناجحة في مصر وتونس في البحرين في 14 فبراير. ردت قوات الأمن بإطلاق الغاز المسيل للدموع والرصاص المطاطي والقنابل الصوتية في حشد من المتظاهرين. أصيب أكثر من ثلاثين متظاهرا وتوفي واحد بإطلاق النار من الخلف. قتل متظاهر آخر بنفس الطريقة في اليوم التالي يوم 15 فبراير مما دعا أكثر من 10 آلاف محتج لاحتلال دوار اللؤلؤة.
في 17 فبراير شنت الشرطة غارة قبل الفجر على المتظاهرين النائمين. قتل أربعة متظاهرين وأصيب أكثر من 300. زعم أن العاملون في مجال الصحة والصحفيين تعرضوا للهجوم من قبل قوات الأمن. تم نشر الجيش بعد أن تم تطهير دوار اللؤلؤة من المتظاهرين وأقيمت نقاط التفتيش وانتقل المحتجون لمواقف سيارات مستشفى السلمانية حيث تظاهر الآلاف ضد الحكومة.
في اليوم التالي قامت قوات الجيش المتمركزة في دوار اللؤلؤة باطلاق الذخيرة الحية على مئات المتظاهرين الذين حاولوا احتلال الموقع مجددا. أصيب 120 متظاهر على الاقل أحدهم إصابة قاتلة وبذلك أصبح عدد الوفيات سبعة. عرض ولي العهد حوارا مع المعارضة. في 19 فبراير احتل عشرات الآلاف من المحتجين دوار اللؤلؤة مجددا بعد انسحاب الجيش.
في 21 فبراير ألغى الملك سباق الفورمولا 1 المقرر أصلا في 13 مارس. اعتبرته وكالة أسوشيتد برس بأنه انتصار آخر للمحتجين الذين دعوا لإلغائها. قال الملك: «شعرنا أنه من المهم لهذا البلد التركيز على القضايا الملحة للمصلحة الوطنية وترك استضافة سباق الفورمولا واحد في البحرين إلى موعد لاحق».
في المساء تظاهر عشرات الآلاف من مؤيدي الحكومة في جامع أحمد الفاتح في الجفير. قال أحد المشاركين الذين قابلتهم صحيفة نيويورك تايمز: «إن الديمقراطية التي طالبوا بها موجودة هنا ولكن الشيعة يلتزمون بما يقوله آيات الله مهما كان الذي يقولونه. إذا أمروهم بحرق منزل فسوف ينفذون. أعتقد أن لديهم نية واضحة لتعطيل هذا البلد».
في اليوم التالي نشرت وكالة أنباء البحرين الرسمية أمر الملك بالإفراج عن 50 سجينا سياسيا من بينهم 25 ناشطا شيعيا اعتقلوا خلال حادثة المنامة الذين اتهموا بتشكيل شبكة إرهابية هدفها قلب نظام الحكم. علي عبد الإمام المدون البارز ومؤسس البحرين أونلاين المنتدى على الإنترنت كان من بين الذين تم الإفراج عنهم. أطلق سراح المدون والناشط الحقوقي عبد الجليل السنكيس الذي دعا إلى التحرك بخطوة جيدة وببادرة ايجابية أيضا. ومع ذلك وفقا للناشط في مجال حقوق الإنسان نبيل رجب بقي أكثر من 400 ناشط في السجن بتهم سياسية.

## الولاء للشهداء

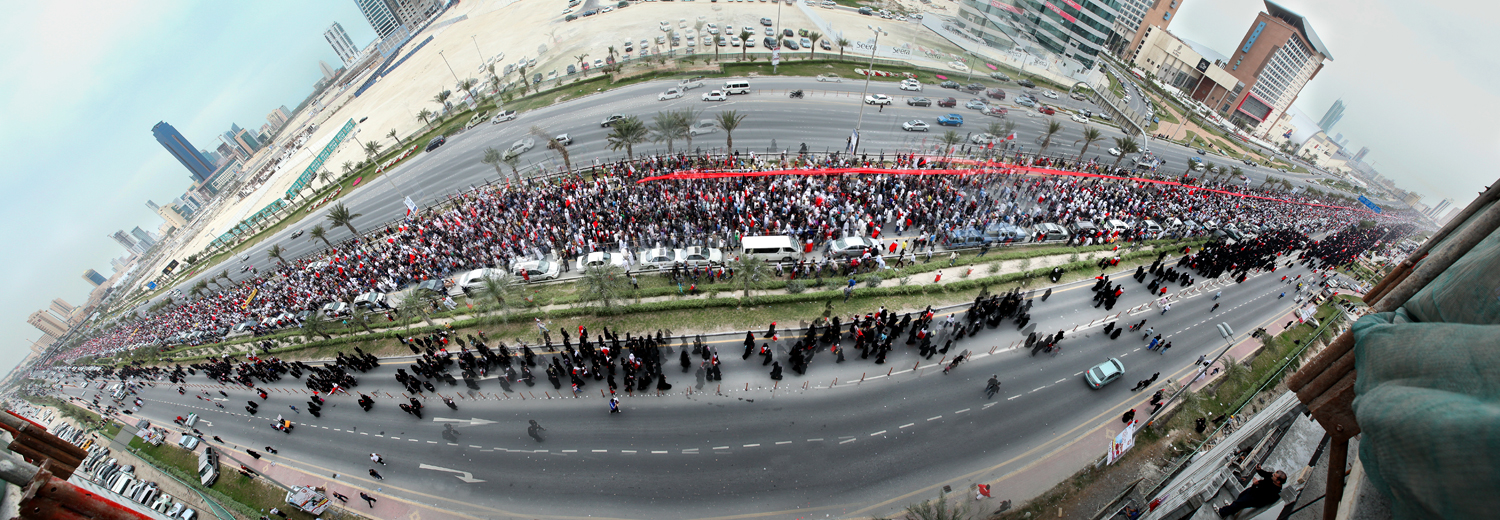
صورة بانورامية للاحتجاج.

في فترة ما بعد الظهر من يوم 22 فبراير احتل عشرات الآلاف من الأطفال والرجال والنساء الشوارع الرئيسية في المنامة. سميت المسيرة بمسيرة الولاء للشهداء في إشارة إلى الذين قتلوا في احتجاجات سابقة. امتدت المسيرة لعدة أميال وملئت الجانب الشرقي من شارع الشيخ خليفة بن سلمان من مجمع البحرين إلى دوار اللؤلؤة الذي يقع في الحي التجاري في المنامة.
المتظاهرون حملوا علم البحرين ملصقات صور الضحايا السبعة وهتفوا: "الشعب يريد إسقاط النظام" و"مصر وتونس، هل نحن مختلفون عنهم؟ "إخوان سنة وشيعة، هذا الوطن ما نبيعه". معظمهم طالبوا باستقالة الحكومة. قال متظاهر لبي بي سي: "البعض يطالبون برحيل عائلة آل خليفة من البحرين ولكن الأغلبية يرغبون في استقالة رئيس الوزراء فقط". قاد المسيرة سائقي سيارات الإسعاف الذين أفادوا بتعرضهم لهجوم من قبل قوات الأمن بينما كانوا يحاولون علاج المتظاهرين المصابين في دوار اللؤلؤة في 17 فبراير الذي أطلق عليه فيما بعد الخميس الدامي.
منظمو الاحتجاج الذين يتكونون من سبعة جمعيات سياسية أبرزهم جمعية الوفاق الوطني الإسلامية وجمعية العمل الوطني الديمقراطي اعتبروها المسيرة الأكبر في تاريخ البحرين. قدرت أسوشيتد برس وهافنغتون بوست ونيويورك تايمز وصوت أمريكا أعداد المشاركين بأكثر من 100 ألف مشارك. وصفت صحيفة نيويورك تايمز بأن العدد مذهلة وذلك لأن إجمالي سكان البحرين هو أكثر قليلا من 500 ألف نسمة. وصفت بي بي سي المسيرة بأنها بحر من الأعلام الحمراء والبيضاء. تقديرات أخرى تنوعت ما بين 30 ألف و200 ألف مشارك. في الفيلم الوثائقي البحرين: صراخ في الظلام ذكرت قناة الجزيرة الإنجليزية أنها «أكبر مسيرة تعقد في تاريخ البحرين وسجلت وسائل الإعلام العالمية وجود ما يقرب من ربع المواطنين في الشوارع». ذكر تقرير اللجنة البحرينية المستقلة لتقصي الحقائق أن «عدد المشاركين في المسيرة بلغ أكثر من 100 ألف مشارك حسب عدة مصادر» وأن عدد المحتجين في دوار اللؤلؤة بلغ في ذروته أكثر من 150 ألف مشارك. قدرت منظمة آفيكس العدد بأنه وصل إلى 200 ألف مشارك. ومع ذلك قالت سي إن إن العربية أن عدد المشاركين كانوا حوالي 30 ألف مشارك.
لم تتدخل قوات الأمن لتفريق المسيرة لكن طائرة هليكوبتر مملوكة للدولة حلقت فوق المنطقة. شارك عدد قليل من ضباط الشرطة والجيش في الاحتجاج. شجب ضابط في الجيش اطلاق النار على المتظاهرين قائلا: «ما فعلنا للشعب لم يكن بطوليا. نطلب من الناس أن يغفروا لنا ونحن نطلب من الشعب الصفح». وأضاف ضابط آخر: «إن الأسلحة التي استخدمت ضد الشعب هي أسلحة من العار وينبغي أن تستخدم هذه الأسلحة لحماية الشعب وعدم استخدامها ضدهم ولهذا السبب قررنا أن نكون مع الشعب».
أرملة أحد الشهداء السبعة قرأت بيان بعد هذه المسيرة ذكرت فيه مطالب المعارضة. كانت أهم المطالب هي استقالة رئيس الوزراء المستمر في منصبه منذ أربعين عاما وتنفيذ النظام الملكي الدستوري. وتضمنت المطالب الأخرى البدء فورا في تحقيق محايد في وفاة الشهداء وتحييد وسائل الإعلام الحكومية وإطلاق سراح ما تبقى من السجناء السياسيين. قال المحللون أن الحجم الكبير للمسيرة شكل ضغوطا وقالت قناة الجزيرة الإنجليزية أنه «إذا لم يتم القيام بإصلاحات عميقة فإن آل خليفة بلا شك راحلون».

## بعد

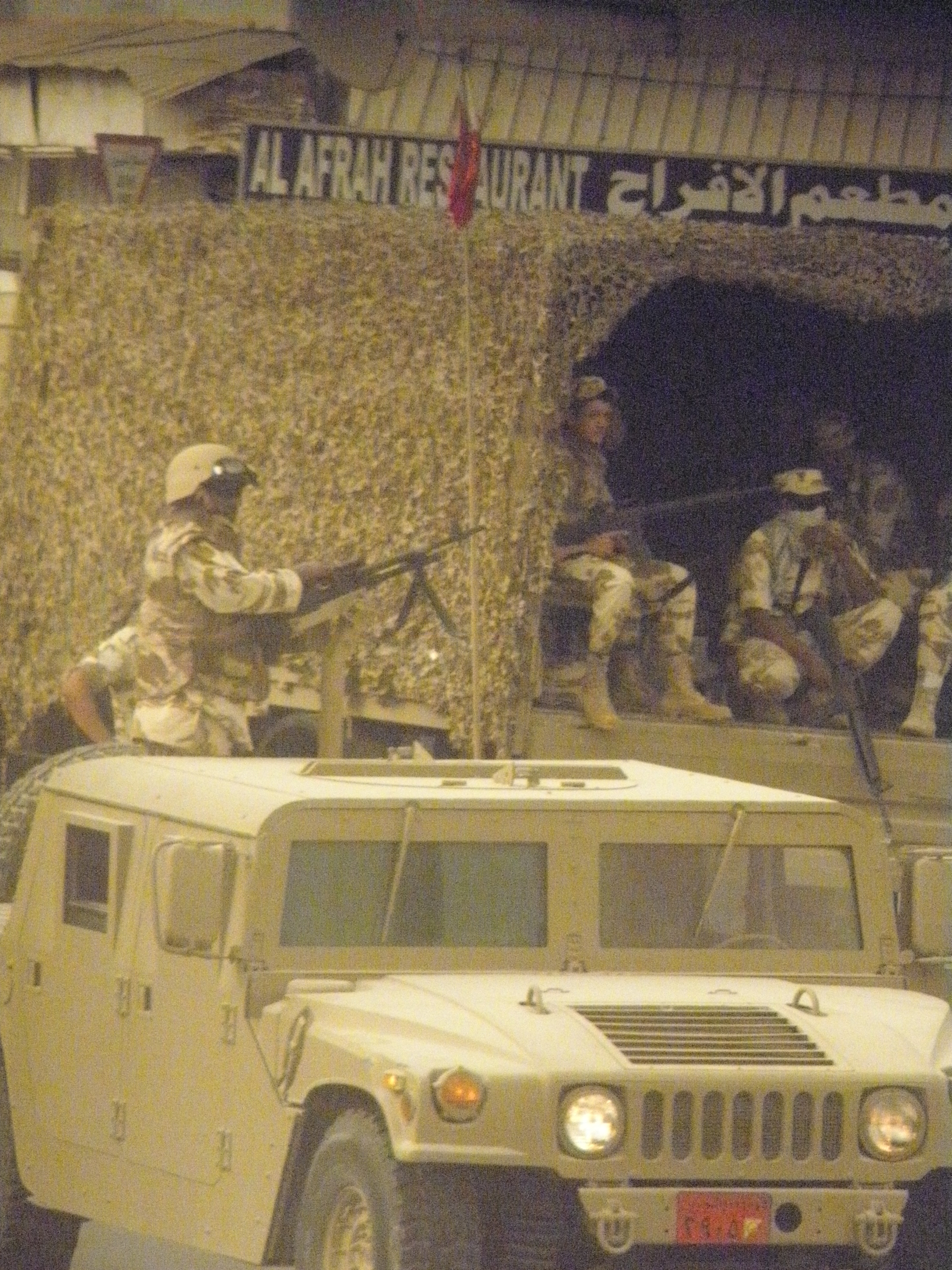
قوات جيش البحرين عند مدخل قرية في 29 مارس

تواصلت الاحتجاجات السلمية بما في ذلك مسيرتان مؤيدتان للحكومة خلال شهر فبراير والنصف الأول من مارس وجذبت عشرات الآلاف من المشاركين. في 8 مارس دعا ائتلاف من ثلاث حركات شيعية متشددة غير راضين عن طريقة استجابة الحكومة إلى اسقاط النظام الملكي وإقامة جمهورية ديمقراطية من خلال الوسائل السلمية. واصلت جمعية الوفاق المطالبة بحكومة منتخبة ونظام ملكي دستوري.
في الأيام التالية نظمت مسيرة متجهة نحو الديوان الملكي في الرفاع وأخرى إلى قصر الصافرية في كرزكان وقطعت الطرق المؤدية إلى الحي المالي في المنامة. اشتبكت قوات الأمن مع المتظاهرين باستخدام الرصاص المطاطي والغاز المسيل للدموع ولكن المتظاهرون قهروا الشرطة. طلبت الحكومة مساعدة من دول الجوار الذين أرسلوا حوالي 1500 من قوات الأمن لمساعدة الحكومة. أعلنت حالة الطوارئ وأطلقت الحكومة حملة قمع لاخماد الاحتجاجات بالقوة. طرد المتظاهرون من دوار اللؤلؤة الذي تم هدمه من قبل الحكومة مما أجبر المتظاهرين على العودة إلى قراهم واعتقلت الحكومة أكثر من ألف متظاهر ومن بينهم معارضون بارزون ونشطاء حقوق الإنسان (المعروفين باسم البحرين ثلاثة عشر) وكذلك رياضيين وأكاديميين ورجال أعمال وأطباء ومهندسين وصحفيين ومعلمين.
على الرغم من وحشية الحملة الأمنية لفرض النظام إلا أن الاحتجاجات والاشتباكات تواصلت على نطاق أصغر معظمها خارج المناطق التجارية في المنامة. بحلول أبريل 2012 لقي أكثر من 80 شخصا حتفهم خلال الاحتجاجات.